# Ritvars Rugins
Ritvars Rugins (Tukums, República Socialista Soviética de Letonia, Unión Soviética, 17 de octubre de 1989) es un ex-futbolista letón que jugaba en la demarcación de centrocampista.

## Selección nacional
Tras jugar con la selección de fútbol sub-21 de Letonia, finalmente debutó con la selección absoluta el 17 de noviembre de 2010. Lo hizo en un partido amistoso contra China que finalizó con un resultado de 1-0 a favor del combinado chino tras el gol de Yang Xu.

## Clubes
| Club                    | País    | Año       | Partidos | Goles |
| ----------------------- | ------- | --------- | -------- | ----- |
| FK Ventspils            | Letonia | 2007-2011 | 87       | 9     |
| FC Illichivets Mariupol | Ucrania | 2012      | 1        | 0     |
| Skonto FC               | Letonia | 2012-2014 | 80       | 5     |
| FK Ventspils            | Letonia | 2015-2019 | 119      | 7     |
| Riga FC                 | Letonia | 2019-2022 | 85       | 1     |

## Palmarés

### Campeonatos nacionales
| Título          | Club         | País    | Año  |
| --------------- | ------------ | ------- | ---- |
| Virslīga        | FK Ventspils | Letonia | 2011 |
| Copa de Letonia | FK Ventspils | Letonia | 2011 |
| Copa de Letonia | FK Ventspils | Letonia | 2017 |
| Virslīga        | Riga FC      | Letonia | 2019 |

### Campeonatos internacionales
| Título       | Club                           | País    | Año  |
| ------------ | ------------------------------ | ------- | ---- |
| Copa Báltica | Selección de fútbol de Letonia | Letonia | 2014 |
| Copa Báltica | Selección de fútbol de Letonia | Letonia | 2018 |